# Eduard von Böhm-Ermolli
Eduard Freiherr von Böhm-Ermolli (12 février 1856, Ancône - 9 décembre 1941, Troppau) était un général autrichien pendant la Première Guerre mondiale promu au rang de Feldmarschall dans l'armée austro-hongroise. Il est à la tête de la 2e armée austro-hongroise, il combat principalement sur le front de Galicie durant la totalité du conflit.

## Biographie

### Début de carrière
Eduard von Böhm-Ermolli est né le 12 février 1856 dans la ville italienne d'Ancône. Son père Georg Böhm (1813-1893) est un sergent qui pour sa bravoure lors de la bataille de Novare en 1849 est promu officier. En 1877, lorsqu'il prend sa retraite, Georg Böhm est major et accède à la noblesse héréditaire le 14 septembre 1885. Le 24 juin 1885, il obtient le droit d'ajouter à son nom, le nom de famille de sa femme Maria Josepha Ermolli. La famille est appelée alors Böhm-Ermolli.
Eduard von Böhm-Ermolli intègre l'Institut des cadets de Sankt Pölten, puis l'Académie militaire Theresa au château impérial de Wiener Neustadt. Le 1er septembre 1875, il obtient le grade de lieutenant, il est rattaché au 4e régiment de dragons « Archiduc Albert ». Trois ans plus tard, il intègre l'Académie militaire de Vienne et devient officier d'état-major. Il est nommé ensuite chef d'état-major de la 21e brigade d'infanterie cantonnée à Lviv. Du mois de mai 1897 au 3 avril 1901, il commande le 3e régiment de uhlans, avant d'être nommé à la tête de la 16e brigade de cavalerie. Il est promu Generalmajor en mai 1903. Il commande ensuite la 7e division de cavalerie de novembre 1905 à avril 1909, avant de prendre le commandement de la 12e division d'infanterie jusqu'en novembre 1911. Il est nommé ensuite à la tête du 1er corps d'armée cantonné à Cracovie et promu General der Kavallerie le 1er mai 1912. À compter du 25 décembre 1911, Böhm-Ermolli fait partie du conseil impérial de l'Empereur.

### Première Guerre mondiale
Au déclenchement de la Première Guerre mondiale, Böhm-Ermolli est nommé à la tête de la 2e armée austro-hongroise, poste qu'il occupe durant la totalité du conflit. Dans un premier temps placée sur le front serbe, la 2e armée est transférée sur le front de Galicie par Franz Conrad von Hötzendorf, le chef des armées austro-hongroises, mais trop tard pour arrêter l'offensive russe lors de la bataille de Lemberg.
La 2e armée commandée par Böhm-Ermolli joue un rôle mineur dans la bataille des Carpates (décembre 1914-mars 1915), les contre-offensives qu'il déclenche échouent avec des pertes importantes. Le 1er mai 1915, Böhm-Ermolli participe à l'offensive de Gorlice-Tarnów et à la prise de Lemberg et aux exploitations de la bataille.
En septembre 1915, pendant la bataille de Rivne, Böhm-Ermolli est nommé à la tête du groupe d'armées qui porte son nom et qui couvre toute la partie sud du front avec trois armées :
- 2e armée qui reste sous le commandement personnel de Böhm-Ermolli
- Armée du Sud germano-austro-hongroise (Felix von Bothmer)
- 7e armée austro-hongroise (Karl von Pflanzer-Baltin)

Le 1er mai 1916, il est promu Generaloberst (colonel général). Au cours de l'année 1916, son groupe d'armées intervient sur le front de Galicie orientale par des actions défensives lors de l'offensive Broussilov. En même temps, la 7e armée doit faire face, sur son flanc sud, à l'entrée de la Roumanie dans la Première Guerre mondiale. Malgré la pression sur le front roumain, le groupe d'armées Böhm-Ermolli fait face à l'offensive Kerenski de juillet 1917 et, avec l'aide de renforts allemands, reprend aux Russes Tchernivtsi, capitale de la Boucovine austro-hongroise, le 3 août 1917. Le 31 janvier, Böhm-Ermolli est élevé au rang de Feld-maréchal. 
En février-mars 1918, le groupe d'armées Böhm-Ermolli participe à l'opération Faustschlag qui balaie ce qui reste de l'armée russe en Ukraine. Il prend Odessa le 13 mars. Böhm-Ermolli devient commandant en chef des troupes d'occupation en Ukraine, subordonné au Feld-maréchal allemand Hermann von Eichhorn qui dirige l'ensemble des forces des Empires centraux à l'Est. En raison de conflits d'influence avec les officiers allemands, Böhm-Ermolli est limogé par l'empereur Charles le 16 mai 1918 : son groupe d'armée est dissous à Odessa. Le général Alfred Krauß (de) prend le commandement de la 2e armée jusqu'à la fin de la guerre.

### Après guerre
Après l'effondrement de la dynastie austro-hongroise en novembre 1918, Eduard von Böhm-Ermolli se retire à Opava, nouvellement intégrée dans la nouvelle République tchécoslovaque. Le gouvernement tchécoslovaque lui verse une pension et le nomme général de la réserve puis général d'armée, mais il n'exerce aucun commandement d'actif dans l'armée tchécoslovaque.

### Période nazie

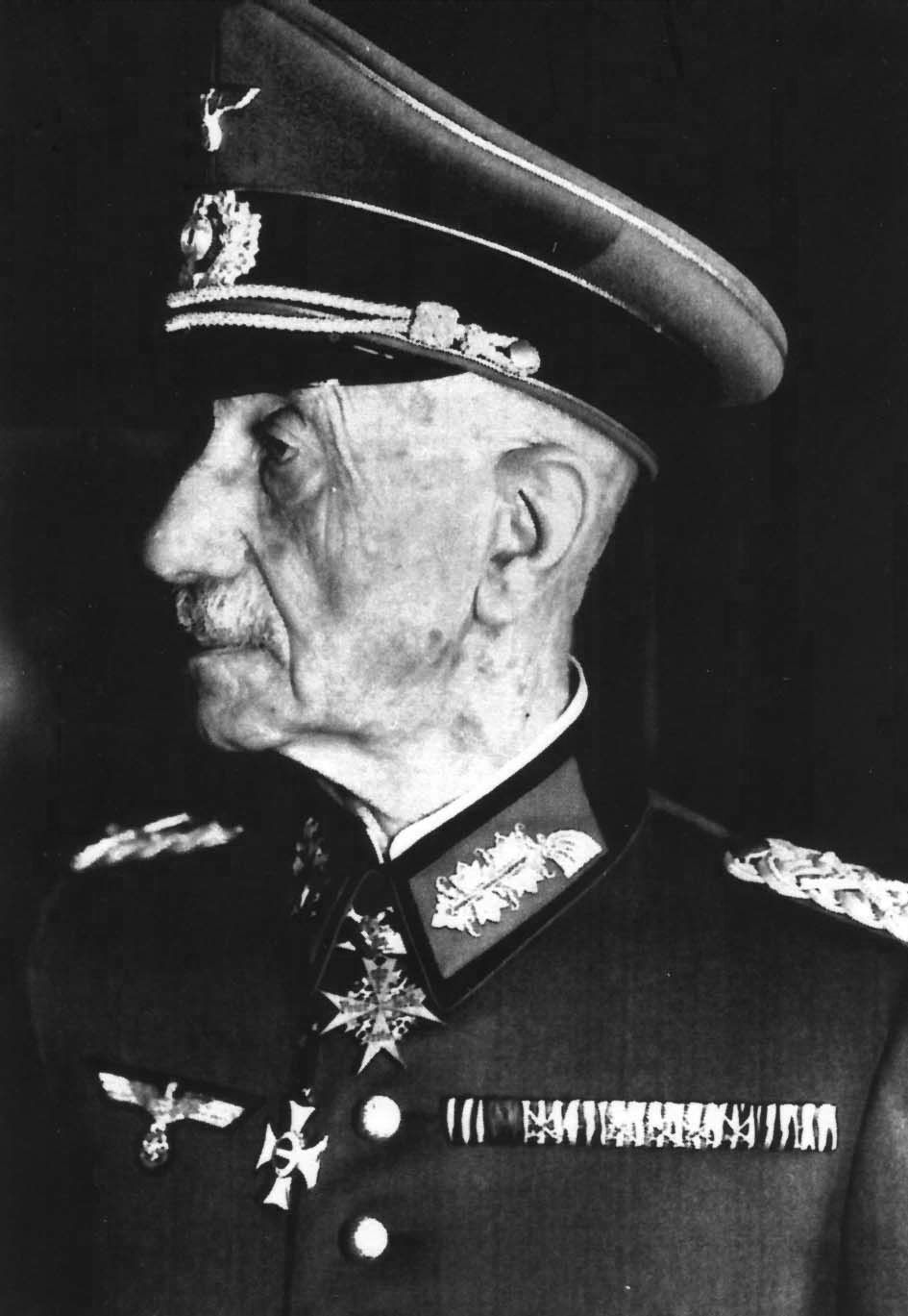
Von Boehm-Ermolli en uniforme de Generalfeldmarschall allemand

À la suite de l'annexion des Sudètes par le Troisième Reich en 1938, Böhm-Ermolli devient citoyen du Reich allemand. Il est alors le dernier Generalfeldmarschall encore en vie en octobre 1940. Il est nommé à titre honorifique chef du 28e régiment d'infanterie stationné à Opava. À sa mort à 85 ans, le 9 décembre 1941, une cérémonie est organisée à Vienne à laquelle participe le maréchal Wilhelm Keitel. Böhm-Ermolli est enterré à Opava, sa tombe existe encore aujourd'hui.

## Honneurs et distinctions
- Commandeur de l'Ordre militaire de Marie-Thérèse.
- Grand-Croix de l'Ordre impérial de Léopold.
- Chevalier de 1re classe de l'Ordre de la Couronne de fer.
- Ordre de Saint-Étienne de Hongrie.
- Croix du mérite militaire
- Ordre de la Croix rouge austro-hongroise.
- Pour le Mérite avec feuilles de chêne.